# Padar (Oğuz)
Padar è un comune dell'Azerbaigian situato nel distretto di Oğuz. Conta una popolazione di 2 224 abitanti.